# هاري كوبر (لاعب غولف)
هاري كوبر (بالإنجليزية: Harry Cooper)‏ هو لاعب غولف أمريكي، ولد في 6 أغسطس 1904 في Leatherhead ‏ في المملكة المتحدة، وتوفي في 17 أكتوبر 2000 في وايت بلينس في الولايات المتحدة.